# Rotte (Ilme)
|  | Per a altres significats, vegeu «Rotte». |

El Rotte és un rierol a Einbeck a l'Estat de Baixa Saxònia a Alemanya.
Neix al nucli de Dassensen a una altitud de 155 metres damunt el nivell mitjà del mar i desemboca 4,5 km més avall a l'Ilme al sud d'Einbeck.
Rega Dassensen i Pinkler, dos nuclis rurals de la ciutat d'Einbeck. Al seu curs superior també es diu Bensenbach.

## Galeria

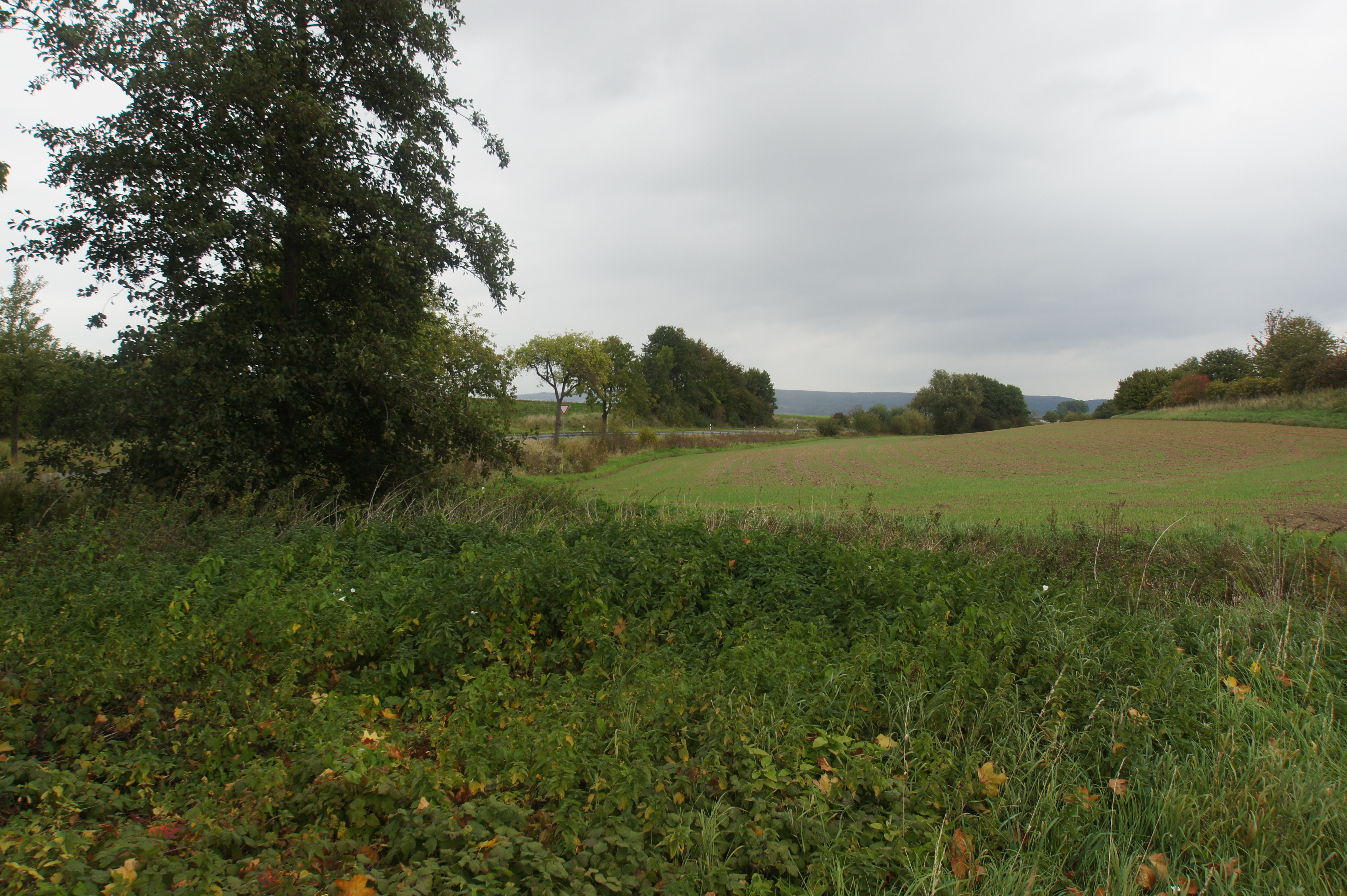
La vall del Rotte
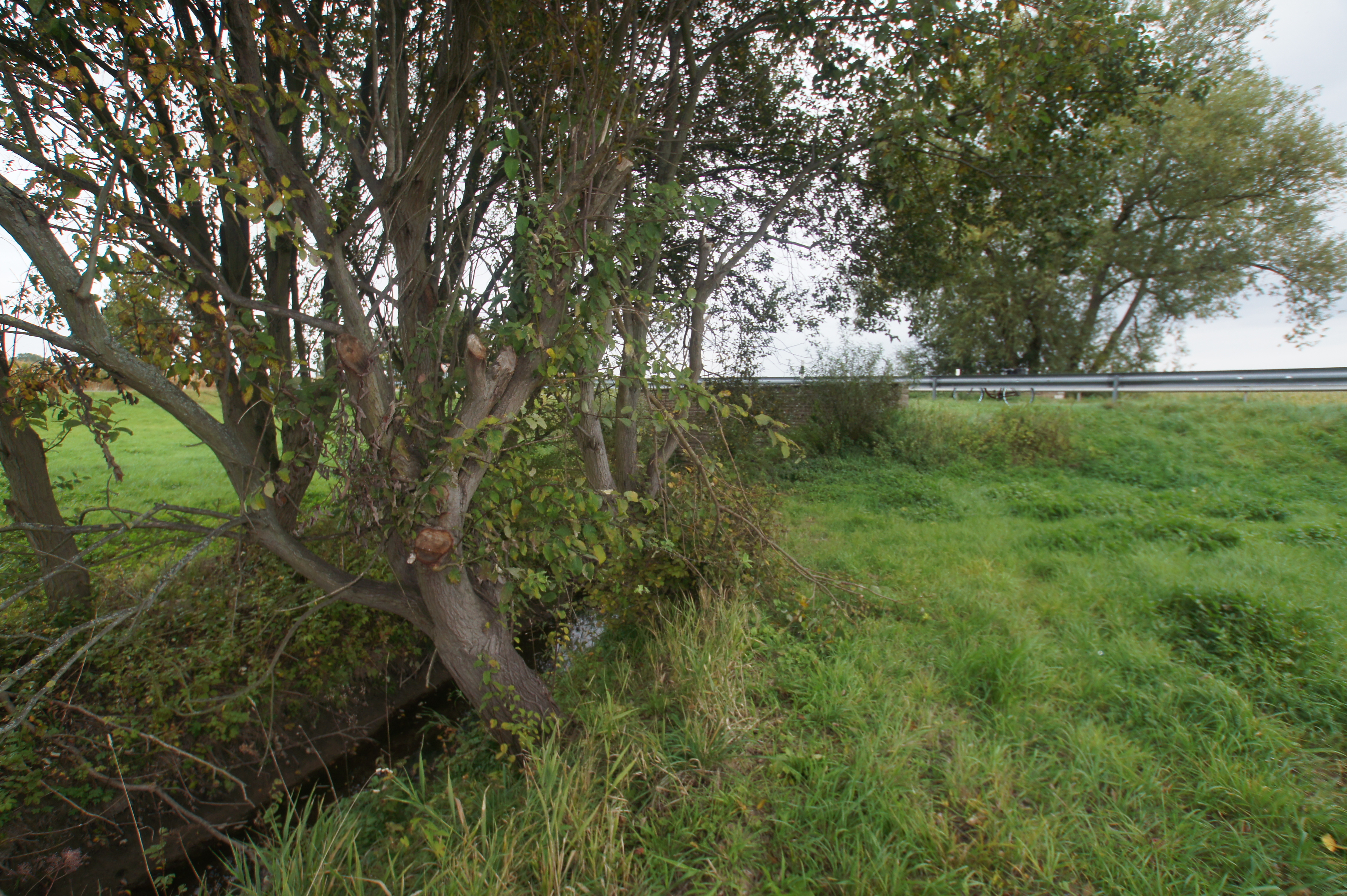
El Rotte passa sota la carretera K510, al lloc dit Pinkler en direcció amunt
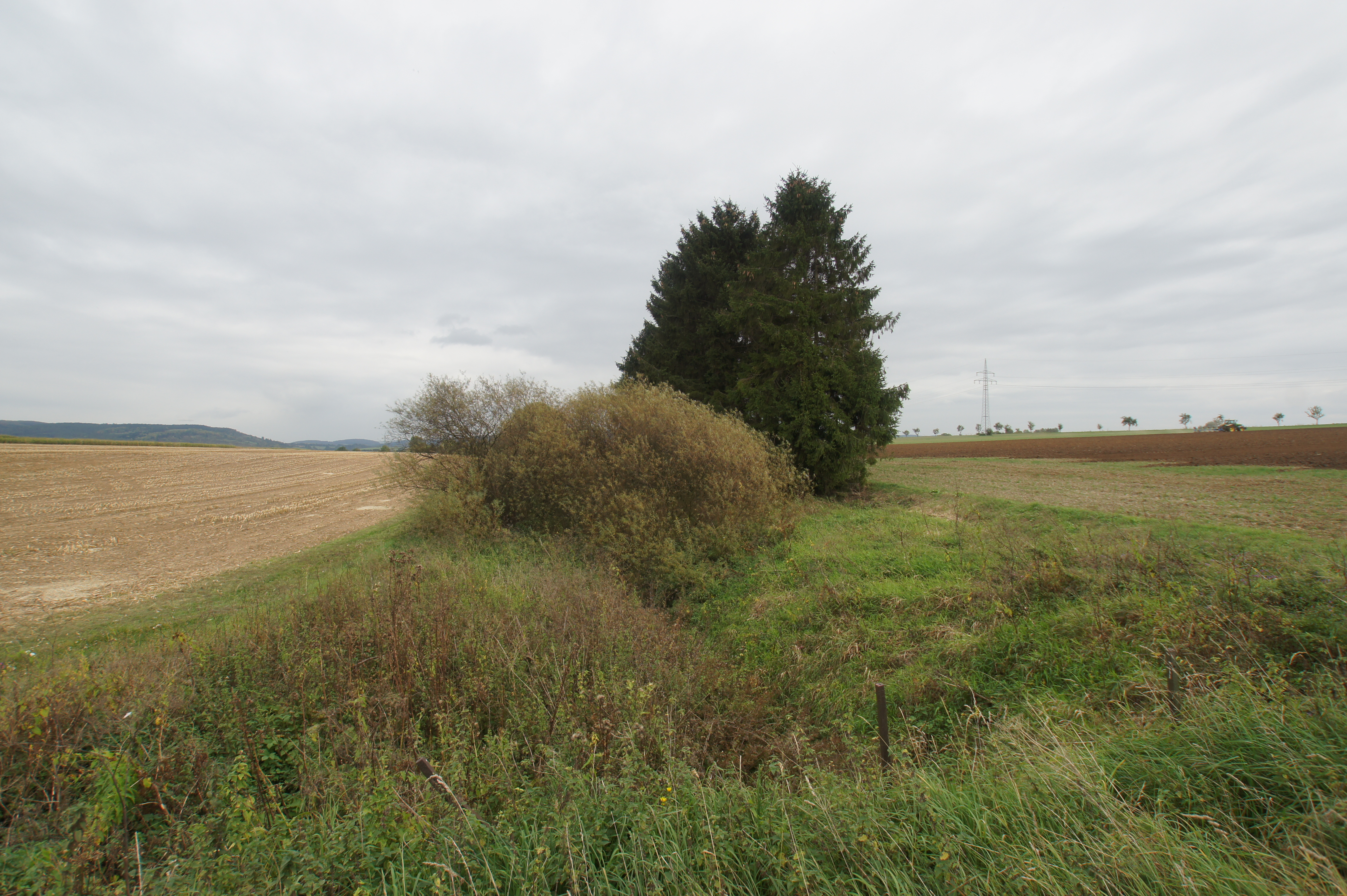
El Rotte en direcció del centre d'Einbeck
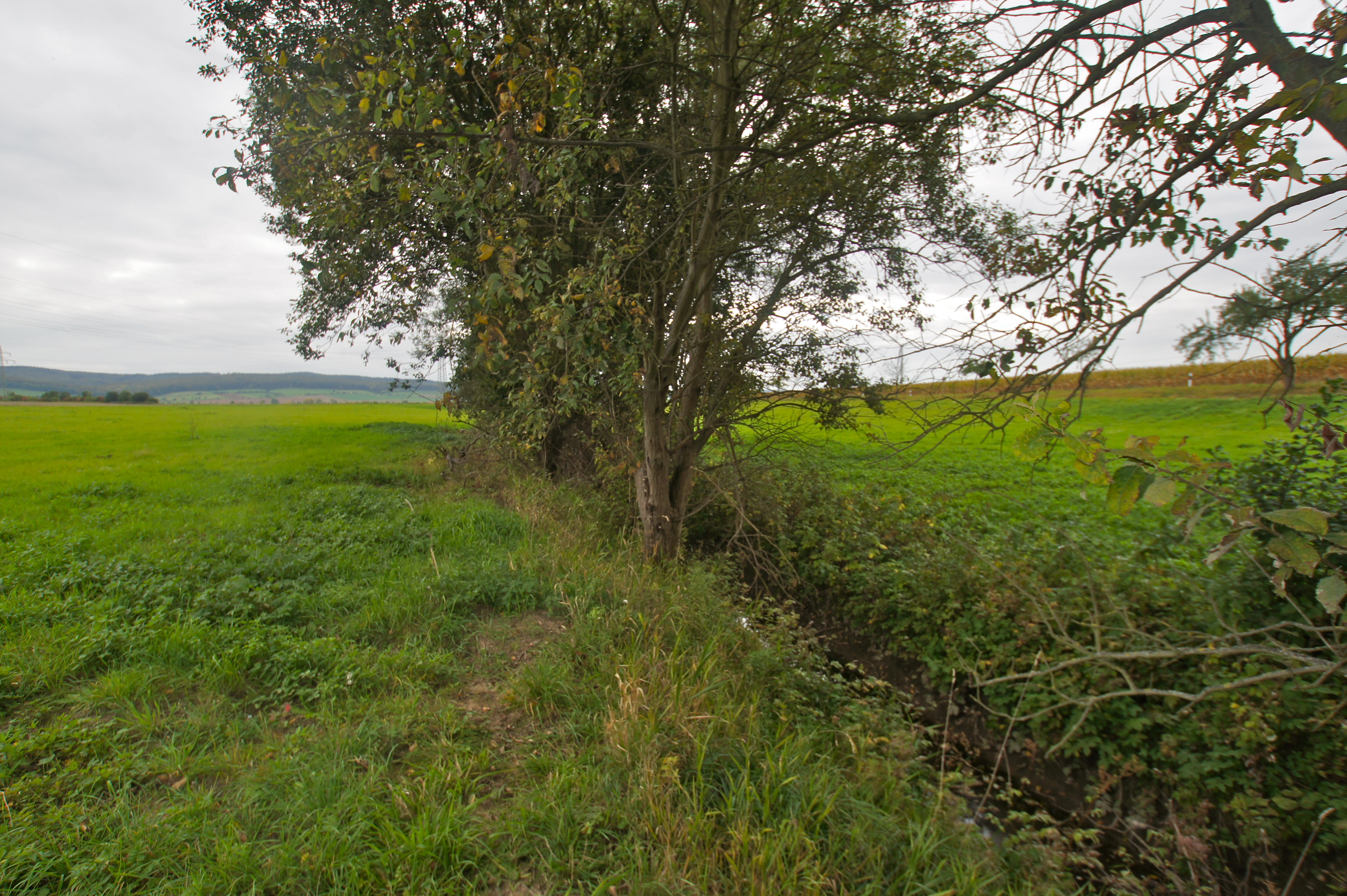
A Pinkler en direcció avall